# Phacelia lutea
Phacelia lutea är en strävbladig växtart som först beskrevs av William Jackson Hooker och Arn., och fick sitt nu gällande namn av Howell. Phacelia lutea ingår i Faceliasläktet som ingår i familjen strävbladiga växter.

## Underarter
Arten delas in i följande underarter:
- P. l. calva
- P. l. mackenzieorum